# Dil to págal hai
A Dil To Pagal Hai (Hindi: दिल तो पागल है, , Urdu: دِل تو پاگل ہے) (Bolond a szív(em)) 1997-es bollywoodi komédia/dráma. Rendezte: Yash Chopra. Főszereplők: Shahrukh Khan, Mádhuri Díkszit és Karisma Kapoor. Hét Filmfare díjat kapott, köztük a „Legjobb film”, „Legjobb színész” és a „Legjobb színésznő” díját.

## Szereplők
- Shahrukh Khan …  Rahul
- Mádhuri Díkszit …  Pooja
- Karisma Kapoor …  Nisha
- Akshay Kumar …  Ajay
- Farida Jalal … Pooja nagynénje
- Yash Chopra ….   Yash Chopra

## Díjak

### 1998FilmfareAwards
- Best Film
- Best Actor (Shahrukh Khan)
- Best Actress (Madhuri Dixit)
- Supporting Actress (Karisma Kapoor),
- Filmfare Best Art Direction Award (Sharmishta Roy)
- Best Dialogue (Aditya Chopra)
- Best Music Director (Uttam Singh)

### 1998 National Awards
- Best Supporting Actress (Karisma Kapoor)